# Tuvalu
Tuvalu je otoška država v Tihem oceanu, četrta najmanjša neodvisna država po številu prebivalcev (11.000) in površini (26 km2) na svetu. Je v personalni uniji z Združenim kraljestvom Velike Britanije in Severne Irske, od katere se je osamosvojila šele leta 1978, ima pa še istega vladarja.
Zaradi svoje nizke nadmorske lege (največ 5 mnm) so otoki, ki sestavljajo Tuvalu, ogroženi zaradi napovedanega splošnega dviga morske gladine. V naslednjih desetletjih se bo prebivalstvo morda preselilo na Novo Zelandijo, posebno Niue, majhen tihooceanski otok (neodvisen, vendar povezan z Novo Zelandijo), ki ga dvig morske gladine ne ogroža, a se njegovo prebivalstvo zmanjšuje.